# Dasythemis mincki
Dasythemis mincki – gatunek ważki z rodziny ważkowatych (Libellulidae). Występuje na terenie Ameryki Południowej.